# Клебанович, Николай Васильевич
Клебано́вич Никола́й Васи́льевич (белор. Клебано́віч Мікала́й Васі́льявіч, род. 1 мая 1957, д. Греск, Слуцкий район, Минская область) – белорусский почвовед, доктор сельскохозяйственных наук (2004), профессор (2016), декан географического факультета БГУ (2017).

## Биография
Николай Васильевич Клебанович родился 1 мая 1957 года в деревне Греск Слуцкого района Минской области.
На последующий выбор профессии большое влияние оказали родители. Отец – Василий Федорович, большую часть жизни работал в НИИ почвоведения и агрохимии старшим научным сотрудником, а с 1974 по 1977 гг. – заведующим сектором. Юный Николай бывал с отцом на полевых изысканиях, в школьные годы увлекался математикой и географией.
В 1974 г. окончил СШ № 24 г. Минска и поступил на географический факультет БГУ. Уже в студенческие годы появились первые две статьи Н.В.Клебановича в “Вестнике БГУ” (в соавторстве с доцентом В.В. Стецко). В течение трёх лет был старостой почвенного кружка при кафедре почвоведения БГУ. В 1979 г. получил диплом с отличием.
После недолгой работы почвоведом Минской областной станции по химизации сельского хозяйства (09.1979 – 12.1979) и учителем средней школы в 1980 году Николай Васильевич поступил в аспирантуру Белорусского НИИ почвоведения и агрохимии. За годы обучения в аспирантуре подготовил диссертационную работу по специальности «почвоведение» на тему «Изменение морфологических признаков, основных свойств и плодородия дерново-подзолистых супесчаных почв в процессе окультуривания», которую успешно защитил 1 марта 1984 года.  После окончания аспирантуры работал младшим, старшим (с декабря 1985 г.), а затем и ведущим (с февраля 1991 г.) научным сотрудником Белорусского НИИ почвоведения и агрохимии. Основной сферой научных интересов становится проблема оптимизации кислотности почв Белоруссии, проводятся многочисленные полевые и лабораторные эксперименты для подготовки докторской диссертации.
В августе 1999 года перешёл на работу в Белорусский государственный университет на должность доцента кафедры почвоведения и геологии географического факультета.
В марте 2004 г. защитил диссертацию на соискание учёной степени доктора сельскохозяйственных наук по специальности «агрохимия» на тему «Система поддерживающего известкования почв Белоруссии» (научный консультант – академик И.М. Богдевич).
С сентября 2004 года работал заведующим кафедрой почвоведения и геологии БГУ, с 2010 года – кафедры почвоведения и земельных информационных систем, в 2019 г. вернулся на должность заведующего кафедрой почвоведения и геоинформационных систем. С 2017 г. по 2019 г. — декан географического факультета.

## Научная и педагогическая деятельность

### Учёный
Клебанович Н.В. является ведущим специалистом в области химической мелиорации почв, антропогенной эволюции почв, ГИС-картографирования почв, агрохимии. Им разработаны вопросы теории, методики и практики известкования кислых почв в Белоруссии, он является одним из авторов действующей инструкции «О порядке известкования кислых почв сельскохозяйственных земель Республики Беларусь». Последние 10 лет разрабатывает теоретические основы рационального землепользования в Белоруссии, формирует почвоведческую научную школу в БГУ. Является членом УМО вузов Республики Беларусь по географическому образованию.
Состоит в редколлегии научных журналов: «Почвоведение и агрохимия», «Земля Белоруссии», «Вестник БГУ», «Агрохимический вестник» (Москва).
Опубликовал более 300 научных и учебных работ, в том числе свыше 40 учебных пособий и карт, более 100 статей в журналах из списка ВАК Белоруссии. Без соавторства сделано 100 публикаций.

### Педагог
Клебановичем Н.В. подготовлены авторские курсы лекций по 5 дисциплинам. Перечень читаемых курсов на географическом факультете:
- Почвоведение и земельные ресурсы
- Методы обследований земель
- Химическая мелиорация почв
- Биофизика почв

## Награды и премии
За успехи в научной и педагогической деятельности был дважды удостоен Почётной грамоты БГУ, заносился на доску почёта БГУ (2013 год), в 2018 г. удостоен премии А.Н. Севченко.

## Основные публикации
1. Землеустройство : учеб. пособие / Д. А. Чиж, Н. В. Клебанович. Минск, 2011. 208 с. Архивная копия от 23 июля 2017 на Wayback Machine
2. Известкование почв Беларуси / Н. В. Клебанович, Г. В. Василюк. Минск, 2003. 322 с. Архивная копия от 12 января 2020 на Wayback Machine

### Публикации в журнале Белорусского государственного университета
1. Вестник БГУ. Серия 2, Химия. Биология. География. – 2006. - № 1. – С. 92-97. Архивная копия от 6 января 2018 на Wayback Machine
2. Вестник БГУ. Серия 2, Химия. Биология. География. – 2006. - № 2. – С. 109-115. Архивная копия от 26 июня 2020 на Wayback Machine
3. Вестник БГУ. Серия 2, Химия. Биология. География. – 2008. - №2. – С. 105-111. Архивная копия от 29 ноября 2019 на Wayback Machine
4. Вестник БГУ. Серия 2, Химия. Биология. География. - 2010. - № 2. - С. 79-83. Архивная копия от 23 июня 2020 на Wayback Machine
5. Вестник БГУ. Серия 2, Химия. Биология. География. - 2010. - № 2. - С. 114-115. Архивная копия от 16 июля 2020 на Wayback Machine
6. Вестник БГУ. Серия 2, Химия. Биология. География. - 2011. - № 1. - С. 77-81. Архивная копия от 10 мая 2017 на Wayback Machine
7. Вестник БГУ. Серия 2,  Химия. Биология. География. - 2013. - №2. - С. 81-86 Архивная копия от 25 июня 2020 на Wayback Machine
8. Вестник БГУ. Серия 2,  Химия. Биология. География. - 2014. - № 1. - С. 106-107 Архивная копия от 19 июля 2020 на Wayback Machine

Полный список публикаций: Электронная библиотека БГУ. Архивная копия от 24 июля 2017 на Wayback Machine